# Sergio Sánchez Morán

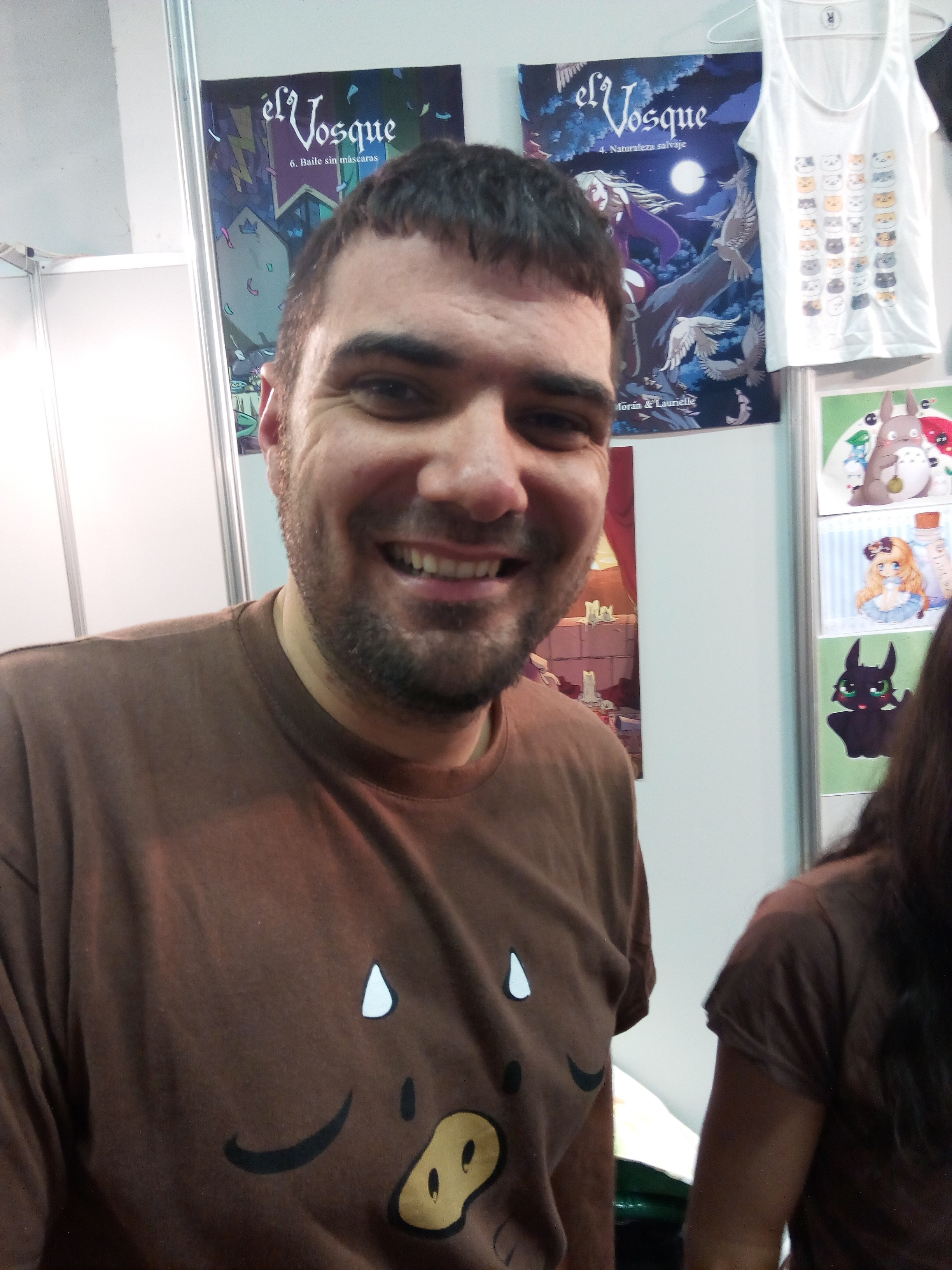
Sergio Sánchez Morán, dibujante y guionista de cómics en la 34a edición del Salón Internacional del Cómic de Barcelona.

Sergio Sánchez Morán (Reus, 1984) es un programador y dibujante de cómics español.

## Trayectoria
Morán comenzó a editar su primer webcómic, ¡Eh, tío!, en abril de 2005. Desde entonces ha compaginado continuar publicándolo ininterrumpidamente con otros diversos proyectos, entre los que destaca guionizar el webcómic El Vosque a partir de 2009 y la sección de la revista El Jueves Anunciado en Televisión. Estos dos últimos proyectos así como una de las series de ¡Eh, tío! han sido editados en papel como álbumes recopilatorios.
Ha creado la saga de novelas de la detective Parabellum: El dios asesinado en el servicio de caballeros, Los muertos no pagan IVA, Se vende Alma (por no poder atender) y La muerte está echada. También tiene otras novelas como El Lingotazo.